# Le Leff Communauté
Die Le Leff Communauté ist ein ehemaliger französischer Gemeindeverband mit der Rechtsform einer Communauté de communes im Département Côtes-d’Armor in der Region Bretagne. Der Gemeindeverband wurde am 31. Mai 1995 gegründet und bestand aus 13 Gemeinden. Der Verwaltungssitz befand sich im Ort.

## Historische Entwicklung
Mit Wirkung vom 1. Januar 2017 fusionierte der Gemeindeverband mit der Communauté de communes Lanvollon Plouha und bildete damit die Nachfolgeorganisation Leff Armor Communauté.

## Ehemalige Mitgliedsgemeinden
1. Boqueho
2. Bringolo
3. Châtelaudren
4. Cohiniac
5. Lanrodec
6. Plélo
7. Plerneuf
8. Plouagat
9. Plouvara
10. Saint-Fiacre
11. Saint-Jean-Kerdaniel
12. Saint-Péver
13. Trégomeur